# Sachsen b.Ansbach
Sachsen b.Ansbach é um município da Alemanha, no distrito de Ansbach, na região administrativa da Média Francónia, estado da Baviera.